# Левинсон, Борис Борисович
Борис Борисович Левинсон (1916, Российская империя — 1991, СССР) — советский тренер по лёгкой атлетике (метанию молота, бег). Заслуженный тренер СССР. Отличник физической культуры (1955).

## Биография
Родился в 1916 году.
Работал тренером в Белорусской ССР в спортивном обществе «Динамо» (Минск). Некоторое время возглавлял федерацию лёгкой атлетики Белорусской ССР.
Первый тренер Ромуальда Клима. Также среди его воспитанников М. Иткина, Е. Ермолаева, А. Юлин.
В 1958 году был награждён золотой медалью Спорткомитета СССР.
В конце 1950-х - старший преподаватель БГИФК.
Умер в 1991 году.

## Награды
- Орден «Знак Почёта» (27.04.1957) — «за успехи, достигнутые в деле развития массового физкультурного движения в стране, повышения мастерства советских спортсменов, и успешное выступление на международных соревнованиях»